# El manual de la bona esposa
El manual de la bona esposa (títol original en francès, La bonne épouse) és una pel·lícula de comèdia dramàtica francobelga de 2020 dirigida per Martin Provost. La pel·lícula comença l'any 1967 a Alsàcia en una escola de noies, i és protagonitzada per Juliette Binoche com a Paulette Van der Beck, una mestressa de casa que inesperadament ha d'assumir la direcció de l'escola després de la mort del seu marit. S'ha doblat al català.
El film es va estrenar als cinemes de França l'11 de març de 2020. El cap de setmana d'estrena a França, va recaptar un total d'1.329.409 dòlars, i va ser la pel·lícula més taquillera aquell cap de setmana al país.